# 倪乐
倪乐（1965年—），广东茂名人，汉族，中华人民共和国政治人物、第十一届全国人民代表大会广东地区代表。
毕业于中央广播电视大学商业企业管理专业。加入民建。担任合众创展股份有限公司董事长。2008年起担任全国人大代表。